# Liste von Erhebungen in Estland
Dies ist eine Auflistung von Erhebungen in Estland.
Der Suur Munamägi (dt. Großer Eierberg) ist mit 318 m Seehöhe die höchste Erhebung Estlands und zugleich des Baltikums.

Der Vällamägi ist der zweithöchster Hügel Estlands (304 m).
Beide Hügel befinden sich im Kreis Võru.